# Rhyncomya koschewnikowi
Rhyncomya koschewnikowi är en tvåvingeart som först beskrevs av Boris Borisovitsch Rohdendorf 1930.  Rhyncomya koschewnikowi ingår i släktet Rhyncomya och familjen Rhiniidae. Inga underarter finns listade i Catalogue of Life.